# L'armata ritorna
L'armata ritorna é um filme franco-italiano de 1982, do gênero drama, realizado por Luciano Tovoli. O roteiro é baseado em obra do escritor albanês Ismail Kadaré.

## Sinopse
O filme é sobre um general italiano que é incumbido de procurar o cadáver de milhares de soldados italianos mortos na Albânia durante a guerra (1943).
Uma das viúvas, uma condessa, implora ao general para trazer de volta os restos mortais do seu esposo, mas no decurso da sua investigação, este descobre que o marido afinal foi assassinado pela mãe de uma rapariga que ele tentara violar.

## Elenco
- Marcello Mastroianni
- Michel Piccoli
- Anouk Aimée
- Gerard Klein